# Shiny Gnomes
Shiny Gnomes sind eine Psychedelic/Garage Band aus Nürnberg. Ihre Musik verbindet psychedelischen Rock, Sixties-Beat, Punk und Folk mit Pop-Melodien und mehrstimmigem Chorgesang.

## Geschichte
Die Shiny Gnomes wurden 1985 gegründet – Vorgänger waren das Folk-Duo „Fit & Limo“ (das neben den Shiny Gnomes weiter bestand), „Eyes of Fate“ und „Pure Luege“. Gleich mit ihrem Erstlingswerk Wild Spells stiegen die Shiny Gnomes auf Platz 8 der bundesdeutschen Independent-Charts ein. Kurz darauf erhielten sie 1987 den Kulturförderpreis der Stadt Nürnberg. Ihr wohl bekanntestes Stück Lazing at Desert Inn wurde 1987 auf dem zweiten Album Some Funny Nightmares veröffentlicht und belegte den zweiten Platz der Zündfunk-Indie-Charts des Bayerischen Rundfunks.
Der Erfolg der ersten beiden Alben brachte der Band 1988 einen Vertrag mit dem Polygram-Label Polydor ein. Auf die Wiederveröffentlichung ihres zweiten Albums folgten zwei weitere Longplayer, Fivehead (1989) und Colliding (1990) sowie diverse Single-Auskoppelungen und eine Remix-EP (Liquid Ladder).
1991 wechselten die zum Trio geschrumpften Shiny Gnomes zum deutschen Rough-Trade-Ableger Our Choice, wo sie weitere vier Alben veröffentlichten, auf denen sie sich experimentierfreudiger und ausufernder präsentierten. Dabei wurden klassische Rockelemente zunehmend durch elektronische Klänge und Soundsamples ergänzt.
Das Album Weltraumservice aus dem Jahr 1996 markierte einen Höhepunkt. Stärker als auf dem 1994 erschienenen Vorgänger MC Creatrix wurden elektronische Elemente eingesetzt und es war das einzige Album der Band in deutscher Sprache. Nach einer Tournee mit Gastmusikern von befreundeten Bands begaben sich die Shiny Gnomes ab 1997 in eine länger andauernde Ruhephase.
Mit der erfolgreichen Wiederauflage ihres Debütalbums auf CD mit dem Titel Wild Spells … And How It All Began trat die Gruppe im Juli 2002 zu einem Comeback-Konzert in vierköpfiger Originalbesetzung zusammen, aus dem das Live-Album Cowboys of Peace Live 2002 entstand.
Es folgten weiter Auftritte auf diversen Festivals, bis sich 2005 die Wege der Bandmitglieder wieder trennten.
Ab 2007 traten die Shiny Gnomes in neuer Besetzung vermehrt auf und veröffentlichten im August 2008 das erste Studioalbum mit neuem Songmaterial seit 1996 mit dem Titel Spirit of the Band. Seitdem gaben die Shiny Gnomes regelmäßig Konzerte, und es erschienen weitere Studioalben – zuletzt 2017 und 2022. Aktuell wird die Gruppe um Mertens und Lienemann ergänzt von Rösel am Bass und Worch am Schlagzeug.

## Rezeption
„Es gibt zwei Platten von den Shiny Gnomes: „Wild Spells“ und „Some Funny Nightmares“, und beide sind nicht zu Unrecht zu loben und zu preisen als sich souverän aus dem Sixties-Revival-Wust musikalisch heraushebende, sich geradezu manisch aufbauschende Arbeiten, von denen besonders die „Some Funny Nightmares“ LP schon gen Popsonghimmel strebt, umwölkt von ausgeklügelten Folk-, Psychedelic-, Punk-, Country- und sogar schnellen metalhaften Kleinstgebilden.“

„Immer wieder dasselbe: Wäre das keine deutsche Band, wäre das kein Indie-Produkt - ein sicherer Hit.“

„Im direkten Vergleich mit SOME FUNNY NIGHTMARES, dem wilden Rohling von 1987, geht es auf dem Folgewerk (FIVEHEAD) schon etwas gesitteter zu. Was nicht als „leicht zugänglich“ missverstanden werden soll. Wo sie klanglich verdaulicher geworden sind, sind sie stilistisch (durch größere Vielfalt) eher sperriger geworden – was allerdings nicht schadet.“

„… noch nie wühlte eine deutsche Band tiefer in der PINK FLOYD-Uralt Wunderkiste, noch nie zauberte sie daraus eine intelligentere, ausgereiftere und eigenständigere Song-Kollektion hervor.“

„… die strahlenden Gnome dürfen sich zugute halten, damals das wohl bahnbrechendste Garagen-Punk- und Psychedelia-Album made in Germany hingelegt zu haben. Wenn die Farfisa-Orgeln kirmesmusikmäßig quengeln, die Gitarren die Melodien shreddern und der Drummer hinter seinem Kit hyperventiliert, dann liegt der Abheb-Faktor, gemessen an US-Psychedelia-Ikonen wie den 13th Floor Elevators oder den Electric Prunes mindestens auf gleicher Höhe.“

„Die Shiny Gnomes hätten es schaffen können! Ihre spieltechnischen Fähigkeiten und die Kompositionsgabe entsprachen durchaus einem internationalen Level – aber wie das Pech so manchmal will, blieb es nur bei einer beachtlichen Reputation. Das Konzert aus dem Jahre 2002 (also fünf Jahre nach dem letzten Gig) wurde in Nürnberg aufgenommen. Gespielt wurde hauptsächlich Material aus ihrer Frühzeit. Wie der Bandname andeutet, ist die Musik der Band extrem vielschichtig – Psych, Beat, Westcoast, Country, Noise Pop, aber alles in einem eigenen Stil eingefasst. Meist stehen die Songs im Vordergrund, besonders Limos Gesang ist sehr gut und unterstützt die Atmosphäre, welche insgesamt immer einige Zentimeter über dem Boden schwebt. Zum Anchecken sollte der Hörer mal ´Temple Balls´ versuchen. Wenige Bands of Germany machen solch intensive Musik!“

## Diskografie
- 1985: Sex Maniac (7″-Vinyl-EP, Glitterhouse)
- 1986: Wild Spells (Vinyl-LP, Pastell)
- 1987: Lazing at Desert Inn (7″-Vinyl-Single, Pastell)
- 1987: Some Funny Nightmares (Vinyl-LP, Pastell)
- 1988: Some Funny Nightmares (Vinyl-LP, Roof Music)
- 1988: Lazing at Desert Inn [Remix] (7″-Vinyl-Single, CD-Maxi + 12" Vinyl-EP, Polydor)
- 1988: Some Funny Nightmares (CD + Vinyl-LP, Polydor)
- 1989: Fivehead (CD + Vinyl-LP, Polydor)
- 1989: Hello Darkness (7″-Vinyl-Single, Polydor)
- 1989: She Is All the Rage (7″-Vinyl-Single, Polydor)
- 1990: Colliding (CD + Vinyl-LP, Polydor)
- 1990: Science Fiction (7″-Vinyl-Single, Polydor)
- 1991: Liquid Ladder [Remix] (CD-Maxi + 12″-Vinyl-EP, Polydor)
- 1992: Innocent Aval (CD + coloured Vinyl-LP, Rough Trade)
- 1992: Yours Gnomefully. A Trip Through the Gnomes’ Empire. Vol. 1  (CD, Roof Music)
- 1993: Orange (CD + coloured Vinyl-LP, Rough Trade)
- 1993: So Much to Learn (CD-Maxi, Rough Trade)
- 1994: MC Creatrix (CD + coloured Vinyl-LP, Rough Trade)
- 1994: She (Remixes of MC Creatrix) (CD-Maxi + 12″ coloured Vinyl-EP, Rough Trade)
- 1996: Weltraumservice (CD, Rough Trade)
- 2001: Wild Spells ... And How It All Began (remastered & expanded CD-Version, Sireena)
- 2002: Cowboys of Peace Live 2002 (CD, Sireena)
- 2008: Spirit of the Band (CD, Musical Tragedies)
- 2015: Garage X (CD, Fuego)
- 2017: Searchin' for Capitola (CD, Micropal)
- 2022: Otherness (CD, Micropal)
- 2025: Poles (CD + Vinyl-LP, Micropal)